# Акация миртолистная
Акация миртолистная (лат. Acacia myrtifolia) — вид растений из рода Акация (Acacia) семейства Бобовые (Fabaceae).

## Ботаническое описание
Акация миртолистная — это небольшой кустарник от 0,3 до 3 метров в высоту.
Цветки растения кремово-белого или бледно-жёлтого цвета. Они появляются зимой и весной.

## Распространение
Акация миртолистная встречается в Австралии.